# 應天 (西夏)
應天（1206年正月—1209年）是西夏襄宗李安全的年號，共計4年。

## 改元
- 天慶十三年（1206年）——正月二十日，李純祐被廢，改立李安全，改元應天。[2][3]
- 應天五年年（1210年）——改元皇建。

## 纪年對照表
| 應天 | 元年   | 二年   | 三年   | 四年   |
| ---- | ------ | ------ | ------ | ------ |
| 公元 | 1206年 | 1207年 | 1208年 | 1209年 |
| 干支 | 丙寅   | 丁卯   | 戊辰   | 己巳   |

## 同期存在的其他政权年号
- 中國
  - 開禧（1205年－1207年）：宋—宋寧宗趙擴之年號
  - 嘉定（1208年－1224年）：宋—宋寧宗趙擴之年號
  - 轉運（1207年）：南宋時期—吳曦之年號
  - 天禧（1178年－1211年）：西遼—遼末主耶律直魯古之年號
  - 泰和（1201年－1208年）：金—金章宗完顏璟之年號
  - 大安（1209年－1211年）：金—衛紹王完顏永濟之年號
  - 天開（1205年－1225年）：大理—段智祥之年號
- 越南
  - 治平龍應（1205年－1210年）：李朝—李龍翰之年號
- 日本
  - 元久（1204年－1206年）：土御門天皇之年号
  - 建永（1206年－1207年）：土御門天皇之年号
  - 承元（1207年－1211年）：土御門天皇之年号

## 深入閱讀
- 李崇智. . 北京: 中華書局. 2004年12月. ISBN 7101025129.
- 鄧洪波. . 臺北: 國立臺灣大學東亞經典與文化研究計劃. 2005年3月  [2021-12-13]. ISBN 9789860005189. （原始内容 (pdf)存档于2007-08-25）.
- 長部和雄.  (pdf). 東京: 京都大學. 1933年7月1日  [2021年12月13日]. ISBN. （原始内容存档 (PDF)于2021年12月9日）.
- 長部和雄.  (PDF). 東京: 京都大學. 1933年10月1日  [2021年12月18日]. ISBN. （原始内容 (pdf)存档于2021年12月18日）.

## 參看
- 中國年號索引
- 其他政权使用的應天年号

| 前一年號： 天慶 | 西夏年号 | 下一年號： 皇建 |